# الحارث بن زمعة
الحارث بن زَمْعَة ابن الأسود بن المطّلب بن أسد بن عبد العُزّى بن قُصيّ، وأمّه قريبة الكبرى بنت أبي أُميّة بن المغيرة بن عبد الله بن مخزوم، شهد الحارث بدرًا مع المشركين فقُتل يومئذ، قتله علي بن أبي طالب.